# Ramon de Borgonya

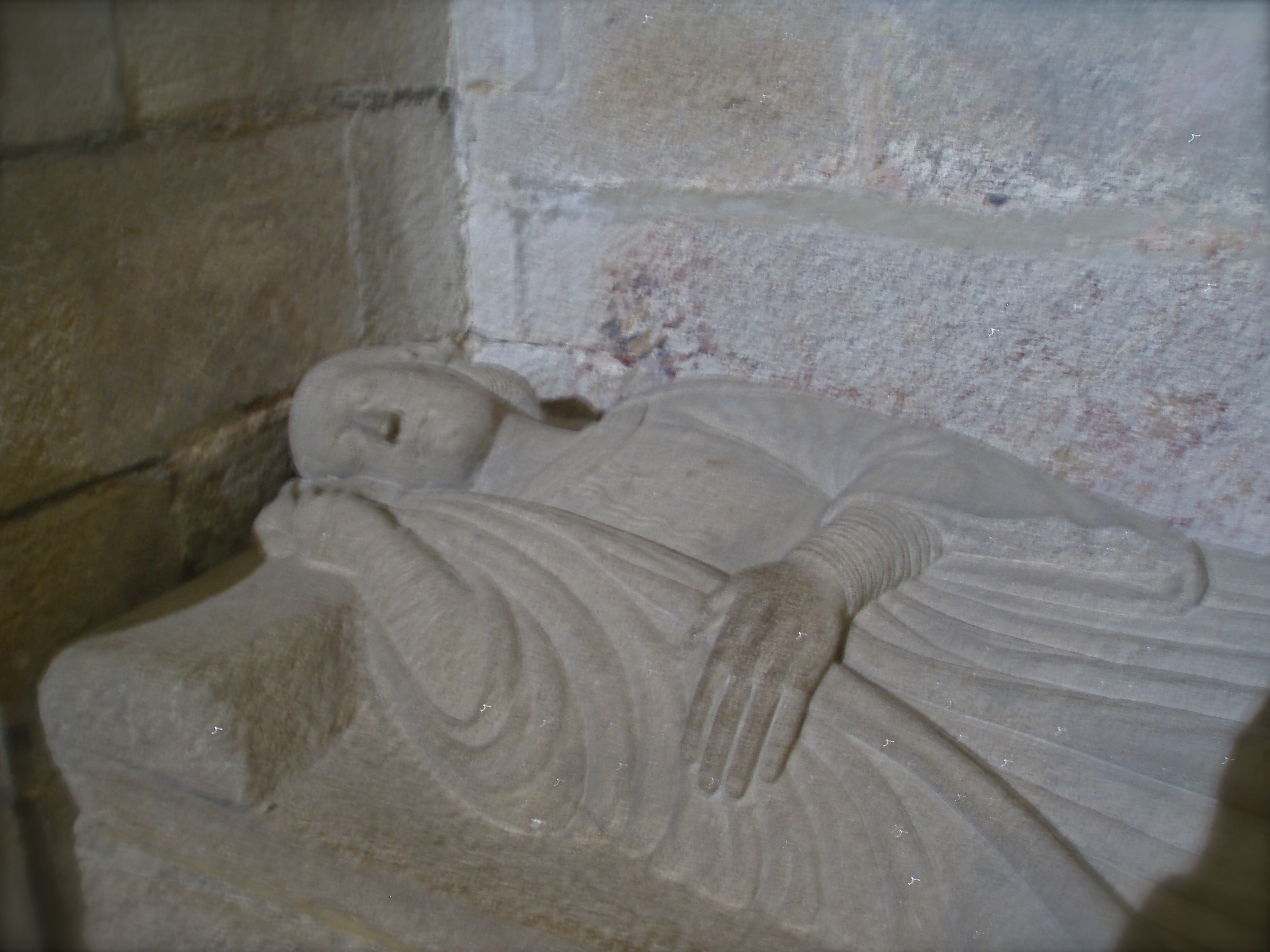
Sepulcre de Ramon de Borgonya a la Catedral de Santiago de Compostel·la

Ramon de Borgonya (v 1050 - Grajal, Castella 1107).
Noble francès fill del comte Guillem I de Borgonya. Va arribar a Castella, vers el 1087, després de la realització de la batalla de Sagrajas, on els musulmans van guanyar el rei lleonès.
Es casà el 1087 amb la infanta Urraca de Castella, que després de la mort del seu germà Sanç fou designada hereva del Regne de Castella.
D'aquest matrimoni en nasqueren dos fills:
- la infanta Sança de Castella
- l'infant Alfons de Castella, futur Alfons VII.[2]

Ramon de Borgonya, però, morí el 27 de maig de 1107, dos anys abans que Urraca rebés el reialme a la mort del seu pare.